# Karl Ebermaier
Karl Ebermaier ( Elberfeld, 2 octobre 1862 - Bernried am Starnberger See, 21 août 1943) est un juriste et administrateur colonial allemand, qui fut le dernier gouverneur du Kamerun.

## Biographie
Il est le fils du procureur d'État Friedrich Wilhelm Ebermaier. Il a étudié le droit à Tübingen et était membre du Corps Rhenania.
Il travaille en Allemagne jusqu'en 1898, date à laquelle il devient juge suprême de l'Afrique de l'Est allemande, mais est rappelé en Allemagne après un duel. En 1902, il est envoyé au Kamerun comme gouverneur adjoint. Le 29 mars 1912, il remplace Otto Gleim au poste de gouverneur.
C'est à cette fonction qu'il est confronté à une invasion franco-britannique-belge au déclenchement de la Première Guerre mondiale le 4 août 1914. Ancien commandant en chef des forces armées, Ebermaier a laissé le major Carl Heinrich Zimmermann diriger les opérations militaires. En 1916, la situation était si désespérée qu'Ebermaier, avec la majorité de l'administration coloniale, s'enfuit vers la Guinée espagnole neutre. Ebermaier est interné à Madrid et y dirige jusqu'en 1919.